# Guillaume Fatio
Pour les articles homonymes, voir Fatio.
Guillaume Fatio, né à Genève le 11 septembre 1865 et mort à Genthod le 4 juin 1958, est un universitaire, historien, banquier et une personnalité politique suisse.

## Biographie
Guillaume, frère de l’architecte Edmond Fatio, effectue dans sa jeunesse un apprentissage dans le milieu bancaire. En 1887, à 22 ans, il part à New York où il est caissier de la Banque Iselin et Cie jusqu'en 1890.
De retour en Suisse, il devient directeur de la Caisse mutuelle pour l'épargne (1891-1920), puis, jusqu'en 1934, il travaille en tant qu'administrateur dans diverses institutions bancaires genevoises. Avec son frère Edmond Fatio, il lutte pour la protection du patrimoine, de l'urbanisme et l'entraide sociale.
Entre 1914 et 1926, il est adjoint au maire de Genthod, puis maire en 1926.
En 1919, il est un des artisans de l'installation de la Société des Nations à Genève. De façon plus générale, ses relations aux États-Unis et sa connaissance de l'anglais en font un personnage important dans les relations entre la Suisse et les institutions internationales,.
En 1922, il entreprend une tournée de promotion de l'Université de Genève à l'étranger - notamment aux États-Unis. Plus tard, il recevra un doctorat honoris causa de cette université (en 1945).
Guillaume Fatio est l'auteur d'un nombre de publications importantes sur l'histoire de Genève ; il collabore souvent dans son entreprise de vulgarisation avec le photographe genevois Frédéric Boissonnas. À la fin du XIXe siècle, il prend la succession du pasteur Gaberel et contribue pendant une cinquantaine d'années à la tradition des conférences de l'Escalade données chaque année le 12 décembre à la Salle de la Réformation.

## Publications
- La campagne genevoise d'après nature, (illustrations de Fréd. Boissonnas), 1899.

- Genève à travers les siècles (illustrations de Fréd. Boissonnas). Société des Arts, Genève 1900.
- Autour du Léman, (illustrations de Fréd. Boissonnas), 1902.
- Compagnie de 1602 : 1926-1946 : souvenir du XXe anniversaire et liste des membres. Édité par la Compagnie de 1602, Genève 1946.
- Genève, cité de Calvin : guide illustré (photographies de Fréd. Boissonnas). Association des intérêts de Genève, Genève 1939.
- A visit to the United States of America. Publié à compte d'auteur, Genthod, 1935.
- Création à l'Université de Genève d'un cours d'études des questions internationales : rapport présenté par Guillaume Fatio au retour de sa mission aux États-Unis en mars 1922. Genève 1922.
- Monument international de la Réformation à Genève. Impression Atar, Genève 1909.
- Pregny, commune genevoise et coteau des altesses, Pregny, 1947 (puis complété par Raymond Perrot en 1978 sous le nom de Pregny-Chambésy, commune genevoise).
- Histoire de Genthod et de son territoire, Impression Atar, Genève 1988

## Source
- Olivier Fatio, « Fatio, Guillaume » dans le Dictionnaire historique de la Suisse en ligne, version du 27 mars 2006.